# Rei Macaco

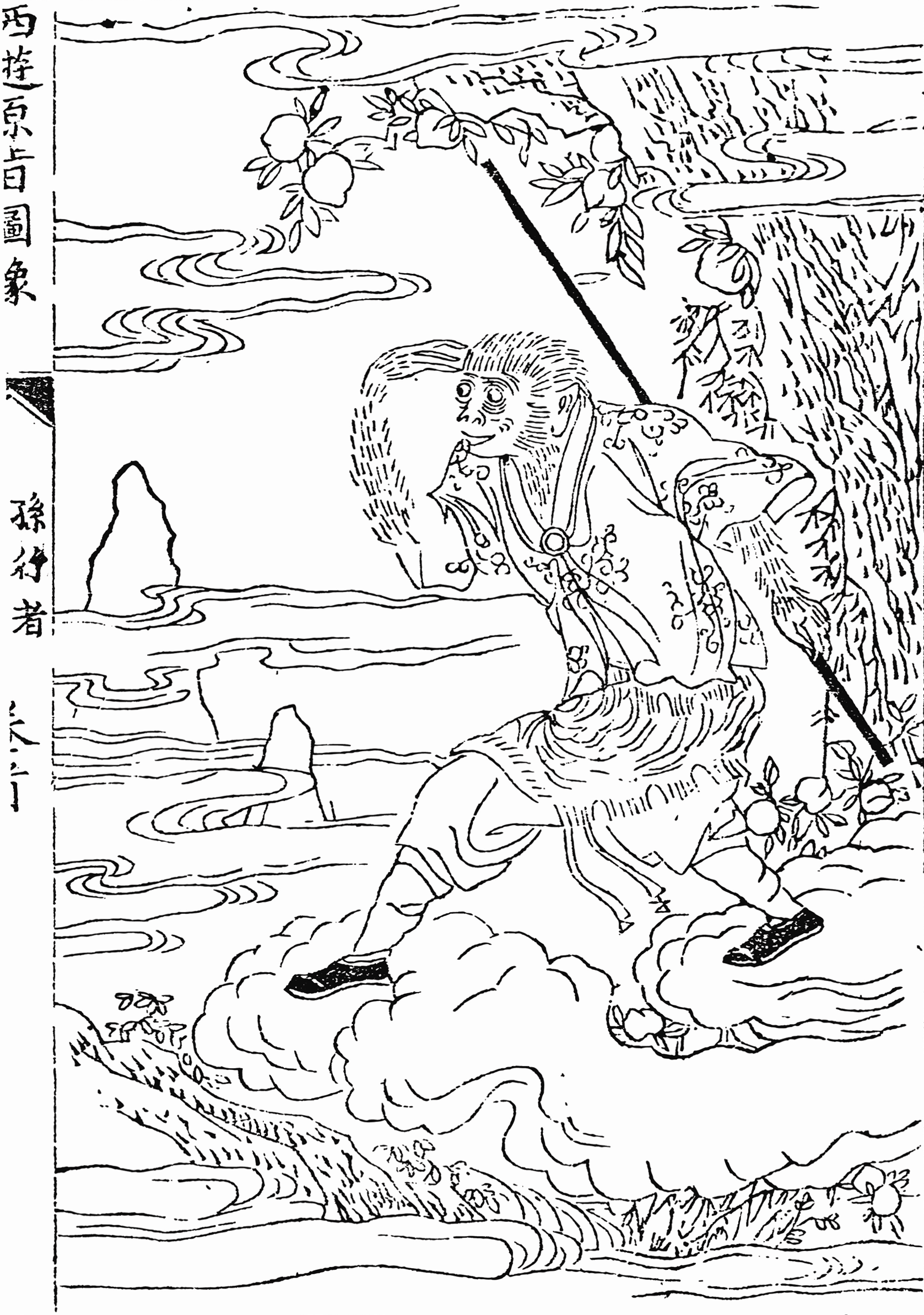
Sun Wukong em Xiyou yuanzhi (西遊原旨), publicado em 1819

O Rei Macaco ou Macaco Rei, cujo nome transliterado do chinês é Sun Wukong (孫悟空), é um dos principais personagens da novela épica clássica chinesa chamada de Jornada ao Oeste (no original 西遊記). Nessa história, ele é companheiro do monge Xuanzang numa viagem para recuperarem escritos (sutras) budistas que estavam na Índia. As origens do Rei Macaco antecedem o romance e remontam ao Deus Macaco, Hanuman, do épico hindu, ao Ramayana e à dinastia Song.
Sun Wukong é muito forte (consegue erguer 8,1 toneladas) e veloz (com um salto ele consegue superar uma distância de 54.000 quilômetros). Sun pode se transformar em 72 coisas diferentes tais como animais e objetos; quando se transforma em pessoas, contudo, ele não consegue esconder a cauda. Também é um grande lutador que consegue enfrentar os generais do céu. Cada um dos pelos do seu corpo possui propriedades mágicas, capazes de darem origem a uma duplicata Rei Macaco, assim como várias armas, animais e outros objetos. Ele também é conhecido por comandar os ventos, águas, conjurar círculos protetores contra demônios e congelar humanos, demônios e deuses.

## Nascimento e primeiras façanhas
Sun Wukong nasceu de uma rocha mística formada pelas forças primitivas do caos, localizada na Montanha das Flores e Frutas (transliterado para o inglês como hua guo shan). Após se juntar a um clã de macacos, ele ganhou o respeito dos animais ao descobrir a Caverna da Cortina de Água (shui lian dong) atrás de uma grande cachoeira; o clã fez do local o seu novo lar. Os outros macacos honraram o descobridor e o tornaram rei deles, dando-lhe o título de Měi Hóuwáng (Rei Macaco Bonitão). Mesmo tendo se tornado o mais poderoso da sua espécie, o Rei continuava um mortal. Determinado a encontrar a imortalidade, o rei viajou até a civilização, onde encontrou e se tornou discípulo do patriarca budista-taoísta Bodhi. Ele aprendeu a língua dos homens e muitas formas de viajar.
Bodhi estava relutante em tomar esse novo discípulo que não era humano; mas a tenacidade do Rei Macaco impressionou o patriarca. Nesse momento o animal ganhou o nome de Sun Wukong ("Sun" que aludia a sua origem símia, e "Wukong" que significa alerta do nada). Mais tarde, quando a disposição e a inteligência o tornaram o discípulo favorito do patriarca, Sun aprendeu e foi treinado em várias artes mágicas. Ele recebeu o poder das "72 transformações", podendo mudar sua forma para qualquer pessoa ou objeto. Ele aprendeu a viajar por entre as nuvens, incluindo a técnica chamada de Jīndǒuyún (cambalhota sobre as nuvens), que o fazia cobrir 54.000 km com um único pulo. Finalmente, ele passou a ser capaz de transformar cada um dos 84 000 pêlos do seu corpo em objetos e pessoas, até mesmo duplicatas de si próprio. Sun Wukong sentia-se orgulhoso de seus novos poderes e começou a vangloriar-se junto aos outros discípulos, o que desagradou o patriarca. Bodhi pediu a Sun que fosse embora do templo e antes que partisse, ordenou-lhe que não contasse a ninguém como ganhara seus poderes.
De volta a Montanha das Flores e Frutas, Sun Wukong se transformaria num dos mais poderosos e influentes demônios do mundo. Ao procurar uma arma digna de sua pessoa, Sun Wukong mergulhou pelos oceanos e pegou o cajado dourado Ruyi Jingu Bang. O objeto fora usado originariamente por Dà-Yǔ para medir a profundidade dos oceanos e depois se tornou o "Pilar pacificador dos mares", um tesouro de Ao Guang, o "Rei Dragão dos Mares Orientais". Pesava 8,1 toneladas e mudava de tamanho bem como podia se multiplar, dependendo dos desejos de seu mestre em uma luta. Quando Sun Wukong se aproximou, o pilar brilhou, indicando que o objeto encontrara seu verdadeiro mestre. Sun Wukong podia carregá-lo sempre consigo e o encolhia ao tamanho de uma agulha e escondia dentro da orelha quando precisava. Os seres marinhos ficaram temerosos com a falta do pilar que controlava as marés e as ondas. Na ofensiva para tomar o pilar, Sun também derrotara os dragões dos quatro mares e os forçara a lhes darem as melhores partes de suas armaduras mágicas, uma cota de malha dourada, uma capa com penas da Fênix (鎖子黃金甲) e botas saltadoras de nuvens(藕絲步雲履 Ǒusībùyúnlǚ). Sun Wukong então desafiou as divindades do Inferno que tentavam tomar sua alma. Ordenado a reencarnar como todos os seres vivos, Sun não só se negou a isso como apagou seu nome do "Livro da Vida e Morte" e de todos os macacos que conhecia. O Rei Dragão e os Cavaleiros do Inferno decidiram pedir a ajuda do Imperador de Jade do Paraíso.

### Destruição no Reino Celestial

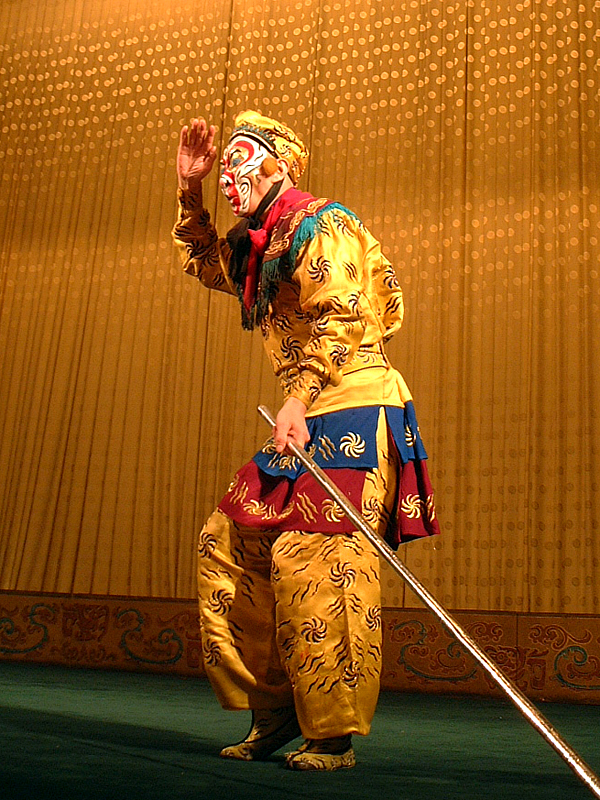
Sun Wukong com a aparência dada numa ópera em Beijing

Na esperança de que uma promoção à divindade satisfizesse o Rei Macaco, o Imperador de Jade convidou-o ao Paraíso. O animal esperava ser honrado e tomar o lugar junto aos deuses, tornando-se igualmente um. Contudo, foi-lhe dado o cargo de Protetor dos Cavalos, com a obrigação de vigiar os estábulos do paraíso, o posto mais baixo entre os deuses. Sun Wukong se rebelou contra isso e proclamou a si mesmo o "Grande Sábio, Igual no Paraíso" e aliou-se aos mais poderosos demônios da Terra. Em sua vingança contra os deuses, ele libertou os cavalos. Como as tentativas de deterem o Rei Macaco fracassaram, os deuses foram forçados a reconhecer o seu título autonomeado; contudo, eles continuaram a impedi-lo de entrar nos Jardins Celestiais. Ao saber que fora excluído do banquete real oferecido aos principais deuses, Sun Wukong se indignou novamente e voltou a desafiar os celestiais. Após roubar os pêssegos da imortalidade de Xi Wangmu, as pílulas da longevidade de Lao Tzu e o vinho real do Imperador de Jade, o Rei Macaco fugiu e voltou ao seu reino para preparar a rebelião.
Sun Wukong mais tarde derrotaria o Exército dos Deuses que contava com 100 000 guerreiros celestiais - cada uma das lutas resultante num acontecimento cósmico, incluindo o surgimento das 28 constelações, quatro Reis Celestiais e Nezha, um pequeno deus que se mostrou digno, igual ou melhor que Erlang Shen, que se apresentava como o maior dos Generais do Céu. Nezha era filho de Li Jiang Jun. Na sequência, com equipes de taoístas e budistas unindo esforços, Sun Wukong foi capturado. Após várias tentativas fracassadas de execução, Sun Wukong foi feito prisioneiro num caldeirão de oito trigramas para ser destilado dentro de um elixir. Após 49 dias, o calderão foi aberto e Sun Wukong saltou de dentro, mais forte do que nunca. Ele agora podia reconhecer o mal sob qualquer forma atráves do seu huǒyǎn-jīnjīng (火眼金睛), um olho que também o deixara com fraqueza à fumaça.

## Prisioneiro
Sem mais opções, o Imperador de Jade e as autoridades do Céu apelaram a Buda, que chegou do seu Templo do Ocidente. Buda apostou com Sun Wukong que o macaco não seria capaz de escapar de sua palma. Sun Wukong, confiante na sua capacidade de saltar grandes distâncias, concordou. Ele então saltou e chegou aos confins do mundo em segundos. Ali nada era visível a não ser cinco pilares, que fizeram com que Wukong acreditasse ter chegado ao Fim dos Céus. Para marcar sua vitória, ele inscreveu nos pilares a frase "o grande sábio igual no Céu" (em outras versões, ele urinara nos pilares). Porém, para sua surpresa, os cinco pilares se revelaram como sendo na verdade os cinco dedos da mão de Buda. Quando Wukong tentou fugir, Buda colocou sua mão dentro de uma montanha. O sábio então selou o local com uma folha de papel talismã na qual estava escrito o mantra Om mani padme hum em letras douradas, que fizeram com que Sun Wukong permanecesse aprisionado por cinco séculos.

## Discípulo de Xuanzang

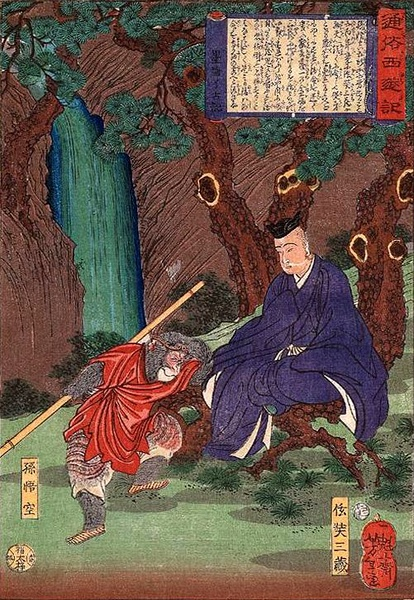
Sun Wukong com Xuanzang

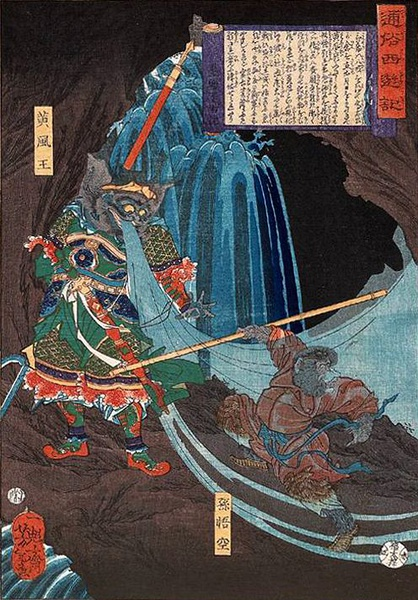
Sun Wukong a lutar com um demónio do vento

Quinhentos anos depois, o Bodisatva Guanyin procurou por discípulos que pudessem proteger peregrinos do Leste que partiriam para uma jornada à Índia para recuperarem sutras budistas. Ao ouvir isso, Sun Wukong ofereceu-se como um dos protetores dos peregrinos, sob a liderança de  Xuanzang, um monge da Dinastia Tang, em troca de sua liberdade. Guanyin sabia que o macaco poderia sair do controle e então deu a Xuanzang um presente de Buda: uma bandana mágica que uma vez colocada em Sun Wukong, não poderia ser removida. A colocação na cabeça do macaco permitia causar-lhe grande dor ao ser emitido um canto. Mas também lhe deu três novas habilidades, que poderiam ser usadas em emergências mortais. Sob o controle de Xuanzang, Sun Wukong seguiu para a Jornada ao Oeste.
Sun Wukong manteve-se fiel a Xuanzang durante toda a jornada a Índia. Eles se juntaram a "Pigsy" (猪八戒 Zhu Bajie) e "Sandy" (沙悟浄 Sha Wujing), que queriam perdão para seus crimes. Mais tarde foi revelado que o cavalo do monge era um príncipe dragão. A segurança de Xuanzang era frequentemente ameaçada por demônios e outros seres sobrenaturais que queriam devorar as carnes dos homens pois acreditavam que com isso ganhariam longevidade. Encontravam também bandidos. Sun Wukong agia como guarda-costas e tinha livre acesso aos poderes celestiais para combater as ameaças. O grupo enfrentou uma série de oitenta e uma tribulações antes de completar a missão e retornar são e salvo à China. Ali, Sun Wukong foi reconhecido pelos budistas por seus serviços e esforços.

## Celebrações e festivais
O Festival Sun Wukong é comemorado no décimo-sexto dia do oitavo mês lunar do calendário chinês, onde são representados os sofrimentos do Rei Macaco, tais como andar em brasas.
Em Hong Kong o festival é comemorado no Templo Budista em Sau Mau Ping, onde existe um santuário dedicado ao Rei Macaco.

## Política
Mao Zedong usou Sun Wukong como um modelo de conduta e em seus discursos falava do bom exemplo do Rei Macaco, citando "seu destemor e trabalho realizado com o objetivo de extirpar a pobreza da China".

## Influências
- As lendas sobre Sun Wukong sofreram mudanças e variações dentro da cultura popular chinesa. A passagem com Buda e os "Pilares" é um exemplo principal e não aparecia até que o  Budismo fosse introduzido na China durante a Dinastia Han. Várias lendas com Sun Wukong remontam a antes da história escrita da China. Foram mudadas e adaptadas à religião chinesa de muitas regiões. A divindade hindu Hanuman do Ramayana é considerada por alguns como a inspiração para Sun Wukong.[4]
- A ópera chinesa de Jamie Hewlett e Damon Albarn "Monkey: Journey to the West" é baseada na lenda do Rei Macaco. Os dois foram contratados pela BBC para produzirem uma animação de dois minutos para promoção da cobertura das Olimpíadas de Pequim de 2008, com personagens que mostrariam as diversas modalidades esportivas em disputa.
- O jogo Enslaved: Odyssey to the West, lançado em 2010 para Playstation 3 e XBox 360, tem sua história livremente baseada, porém remodelada, no romance mitológico chinês "Jornada ao Oeste" (o mesmo que inspirou a série de animação "Dragon Ball"), sobre a lenda do Rei Macaco - por isso o nome Monkey, de um dos protagonistas.
- O jogo Saiyuki: Journey West, lançado em 1999 para Playstation, conta a história de Son Goku (nome traduzido ao japonês) do Rei Macaco. Bem como a viagem do Monje a India.
- Alguns acadêmicos acreditam que esse personagem foi o primeiro discípulo de Xuan Zang, Shi Bantuo.[5]

- Sun Wukong é protagonista em Journey to the West com a tradução para o inglês de Arthur Waley, chamada Monkey. Há também um programa de televisão japonês chamado Monkey, sobre a história.
- Sun Wukong é tema da história em quadrinhos Lo scimmiotto (O Rei Macaco em Portugal), escrita por Silverio Pisu e ilustrada por Milo Manara.[6]
- No livro The Shaolin Monastery (2008), da Universidade de Tel Aviv, o professor Meir Shahar declara que Sun influenciou a lenda sobre as origens de métodos pessoais usados nos Monastérios Shaolin. A lenda tomaria lugar na Rebelião dos Turbantes Vermelhos ocorrida na Dinastia Yuan. Bandidos cercaram o monastério que foi salvo pela ação de um humilde cozinheiro. Ele salta para dentro de um forno e emerge como um gigantesco monstro cujo tamanho era equivalente a distância da Montanha Cantora com a Montanha Shaoshi (cerca de oito quilometros). Os bandidos fugiram ao avistá-lo. Os monges Shaolin mais tarde acreditaram que o cozinheiro era a divindade guardiã do lugar, Vajrapani, disfarçada. Shahar comparou a metamorfose do serviçal à capacidade de transformação de Sun Wukong e de seu cajado, que podia alcançar gigantescas proporções.[7]
- A série japonesa Dragon Ball é inspirada na novela, sendo o nome do personagem principal (Son Goku), tradução de Sun Wukong.[8]
- No jogo AFK Arena, Wukong é um herói jogável baseado em Sun Wukong, que utiliza habilidades inspiradas no lendário Rei Macaco.[9]
- Black Myth: Wukong é um jogo de ação e role-playing baseado na personagem de Sun Wukong.[10]

## Nomes e títulos
Sun Wukong (孫悟空) é conhecido / pronunciado como Suen Ng Hung em cantonês, Son Oh Gong em coreano, Tôn Ngộ Không em vietnamita, Son Gokū em japonês e Sun Go Kong em indonésio (derivado de Hakka) e Sun Wukong em cambojano (transliterações em inglês).
Lista (transliteração em inglês):
Shí Hóu (石猴)Significa "macaco da pedra". Referência a sua essência física, nascido de uma rocha após uma incubação de milênios nas Montanhas Floridas/Montanhas das Flores e Frutas.
Měi Hóuwáng (美猴王)Significa "Rei Macaco Bonitão". O adjetivo Měi significa "bonito, belo, boa aparência"; também significa "satisfeito consigo mesmo", referindo-se ao ego.
Sūn Wùkōng (孫悟空)É o nome dado pelo seu primeiro mestre, Patriarca Bodhi.O prenome Sūn refere-se a macaco, que também são chamados de húsūn (猢猻), e pode significar macaquices. O segundo nome sūn (孫) refere-se a animal  O nome Wùkōng significa alertado para o nada. É pronunciado em japonês como Son Gokū e ficou conhecido no Brasil com a série Dragonball.
Bìmǎwēn (弼馬溫)Título do guardião dos cavalos do paraíso, de bìmǎwēn (避馬瘟); O título foi dado pelo Imperador de Jade quando o Rei Macaco entrou pela primeira vez no Céu. A ele foi prometido uma boa posição, mas esse cargo era o de menos importância. O título bìmǎwēn foi usado pelos seus inimigos para provocá-lo.
Qítiān Dàshèng (齊天大聖)Significa "Grande Sábio, Igual no Paraíso". Wùkōng tomou esse título sugerido por um de seus amigos demônios. É pronunciado em japonês como seiten-taisei. O título foi mantido pelo Imperador de Jade que lhe deu a responsabilidade de guardar os pêssegos do jardim real, forma de manter o macaco ocupado e evitar problemas.
Xíngzhě (行者)Significa "ascético", uma pessoa áustera devido a religiosidade. Xuanzang chama Wukong Sūn-xíngzhě quando o aceita em sua companhia. É pronunciado em japonês como gyōja.
Dòu-zhànshèng-fó (鬥戰勝佛)"Combatente Vitorioso de Buda". Wukong recebeu esse nome dado pelos budistas em agradecimento a seus serviços durante a Jornada ao Oeste. O nome é mencionado durante uma tradicional cerimônia budista chinesa.
O Rei Macaco também recebeu nomes variados em outras novelas, não mencionadas na obra sobre a jornada:
- Kâu-chê-thian (猴齊天) (Taiwan): "Macaco, Igual no Céu".
- Maa5 lau1 zing1 (馬騮精) em cantonês (Hong Kong e Guangdong): "Macaco Duende" (dito pelos inimigos).